# November (svéd együttes)
A November egy svéd rockzenekar.

## Története
1968-ban a vällingbyi Tegelhögen ifjúsági klubban játszott együtt Christer Stålbrandt és Björn Inge két másik barátjukkal The Imps név alatt. Néhány hónappal később Stålbrandt kilépett a zenekarból, és megalakította a Traint. Björn Inge nemsokára csatlakozott a formációhoz, melynek Snowy White gitáros is tagja volt. 1969 őszén Snowy úgy döntött, hogy visszatér szülőföldjére, Angliába, így helyére Richard Rolf került. Ezután 1969. november 1-jén a zenekar nevet változtatott, közös elhatározással a November név mellett döntöttek. Az elkövetkezendő három évben az egyik legnépszerűbb együttes lettek Svédországban, nagy hatással voltak a későbbi svéd heavy metal zene kialakulására. Három lemezt vettek fel, melyek mind toplistások lettek Svédországban. 1972. szilveszterén a Domino klubban tartott utolsó koncertjük után feloszlottak. Ezután legközelebb 1993-ban játszottak együtt, mikor a November Live CD anyagát rögzítették. Legutóbb 2007. január 27-én léptek fel.

## Tagok
- Björn Inge - dob, vokál
- Christer Stålbrandt - basszus, vokál
- Richard Rolf - gitár

## Lemezeik

### Nagylemezek
- En ny tid är här... (1970)
- 2:a November (1971)
- 6:e November (1972)
- Live (1993)

### Kislemezek
- Mount Everest / Cinderella (1970)
- Men Mitt Hjärta Ska Vara Gjort Av Sten / Mouchkta (Drömmen Om Malin) 1971
- Mount Everest / Nobody's Hand to Hold (1971)
- Tillbaks Till Stockholm / Sista Resan (1971)